# Abu Ahmad Muhammad Abdus Salam
Abu Ahmad Muhammad Abdus Salam (en urdú: پروفیسر ڈاکٹر عبد السلام) (Santokdas, Pakistan, 29 de gener de 1926 - Oxford, Anglaterra, 21 de novembre de 1996) fou un físic i professor universitari pakistanès guardonat amb el Premi Nobel de Física l'any 1979.

## Biografia
Va néixer a la ciutat de Santokdas, situada al Punjab. Estudià física a la Universitat del Punjab, i des de 1956 fou professor de física teòrica a l'Imperial College de Londres.
Fou el fundador l'any 1964 del Centre Internacional de Física Teòrica (ICTP), situat a la ciutat italiana de Trieste. Desenvolupà el càrrec de director des de la seva fundació fins al desembre de 1993, considerant que «el pensament científic és l'herència comuna de tota la humanitat».
Abdus Salam es va morir a 70 anys a la seva residència anglesa d'Oxford després d'una llarga malaltia. Va ser enterrat a Rabwah, al Panjab pakistanès.

## Recerca científica
La seva recerca sobre física teòrica el va dur a estudiar la unificació de les forces electromagnètiques i les forces nuclears febles; les seves investigacions van culminar en la formulació de la interacció electrofeble, que demostrava com l'electromagnetisme i la força nuclear feble, a altes energies, són una sola i única interacció. La validesa de la teoria va ser posteriorment confirmada experimentalment pels treballs del Super Proton Synchrotron del CERN a Ginebra, amb el descobriment dels bosons W i Z.
El 1979 fou guardonat amb el Premi Nobel de Física, “pels seus treballs sobre la interacció electrofeble”, un premi compartit amb Steven Weinberg i Sheldon Lee Glashow, tot i que el seus estudis teòrics es feren per separat.
L'any 1990, rebé el Premi Internacional Catalunya en la seva segona convocatòria.